# Semidalis tenuipennis
Semidalis tenuipennis är en insektsart som beskrevs av György Sziráki 1997. Semidalis tenuipennis ingår i släktet Semidalis och familjen vaxsländor. Inga underarter finns listade i Catalogue of Life.